# Список королей зулусов
Инкоси — титул вождя, также верховного правителя зулусов.
Зулусских инкоси можно хронологически поделить на четыре категории:
- Легендарные инкоси рода зулусов до 1727 года.
- Инкоси зулусов с 1727 по 1816 год — инкоси, сведения о которых сохранились в устной традиции.
- Инкоси независимой державы зулусов (1818—1879) — от создания зулусской державы Чакой до Англо-зулусской войны 1879 года.
- Инкоси как духовные лидеры своего народа — с 1879 года по настоящее время.

В полных именах инкоси за именем вождя следует отчество с префиксом «ка-». Например: Кечвайо каМпанде — Кечвайо, сын Мпанде.

## Легендарные правители клана зулусов (до 1727)
| Портрет | Имя                                | Дата рождения | Дата смерти | Начало правления  | Окончание правления |
| ------- | ---------------------------------- | ------------- | ----------- | ----------------- | ------------------- |
|         | Лузумана каМнгуни                  | ?             | ?           | ?                 | ?                   |
|         | Маландела каЛузумана               | ?             | XVII век    | XVII век          | XVII век            |
|         | Зулу каНтомбела (Зулу каМаландела) | ?             | XVII век    | XVII век          | XVII век            |
|         | Гумеде каЗулу                      | XVII век      | XVIII век   | XVIII век         | XVIII век           |
|         | Пунга каГумеде                     | ?             | 1727        | Начало XVIII века | 1727                |

## Вожди клана зулусов (1727—1816)
| Портрет | Имя                  | Дата рождения | Дата смерти | Начало правления | Окончание правления |
| ------- | -------------------- | ------------- | ----------- | ---------------- | ------------------- |
|         | Пунга каГумеде       | ?             | 1727        | ?                | 1727                |
|         | Магеба каГумеде      | 1667          | 1745        | 1727             | 1745                |
|         | Ндаба каМагеба       | ?             | 1763        | 1745             | 1763                |
|         | Джама каНдаба        | ?             | 1781        | 1763             | 1781                |
|         | Сензангакона каДжама | 1762          | 1816        | 1781             | 1816                |

## Независимая держава зулусов(1816—1879)
| Портрет | Имя                              | Дата рождения | Дата смерти      | Начало правления | Окончание правления |
| ------- | -------------------------------- | ------------- | ---------------- | ---------------- | ------------------- |
|         | Чака каСензангакона              | 1787          | 22 сентября 1828 | 1816             | 22 сентября 1828    |
|         | Дингане каСензангакона (Дингаан) | 1795          | 1840             | 1828             | 1840                |
|         | Мпанде каСензангакона            | 1798          | 1872             | 1840             | 1872                |
|         | Кечвайо каМпанде                 | 1826          | 8 февраля 1884   | 1872             | 1879                |

## С 1879 года
| Портрет | Имя                            | Дата рождения    | Дата смерти      | Начало правления | Окончание правления |
| ------- | ------------------------------ | ---------------- | ---------------- | ---------------- | ------------------- |
|         | Кечвайо каМпанде               | 1826             | 8 февраля 1884   | 1879             | 8 февраля 1884      |
|         | Динузулу каКечвайо             | 1868             | 18 октября 1913  | 20 мая 1884      | 18 октября 1913     |
|         | Соломон каДинузулу             | 1891             | 4 марта 1933     | 18 октября 1913  | 4 марта 1933        |
|         | Киприан Бекузулу каСоломон     | 4 августа 1924   | 17 сентября 1968 | 1948             | 17 сентября 1968    |
|         | Гудвилл Звелитини каБекузулу   | 14 июля 1948     | 12 марта 2021    | 17 сентября 1968 | 12 марта 2021       |
|         | Мисузулу Сингобиле каЗвелитини | 23 сентября 1974 |                  | 7 мая 2021       |                     |